# هاميلتون فيش الثاني
هاميلتون فيش الثاني (بالإنجليزية: Hamilton Fish II)‏ هو عسكري أمريكي، ولد في 27 يونيو 1873 في نيويورك في الولايات المتحدة، وتوفي في 24 يونيو 1898 في مدينة سانتياغو دي كوبا في كوبا.